# Komunitní centrum Matky Terezy
Komunitní centrum Matky Terezy (zkráceně KCMT) je moderní církevní komplex na východním okraji Centrálního parku na Jižním Městě v Praze, v katastrálním území Chodov, vedle ulice U Modré školy, na jejíž opačné straně se bezprostředně nachází území Hájů a stanice metra Háje. Komunitní centrum i pozemek pod ním patří římskokatolické farnosti Chodov. Bylo slavnostně požehnáno a otevřeno v sobotu 26. května 2007.< Toto centrum je úplně prvním kostelem zasvěceným Matce Tereze (v jiné zprávě se toto prvenství omezuje pouze na „naši zemi“) blahořečena byla 19. října 2003 a svatořečena 4. září 2016. Arcibiskupství část centra nazývá kostelem, vlastní bohoslužebnou místnost s presbytářem uvnitř centra nazývá také kaplí. Komunitní centrum spadá do chodovské farnosti, jež je součástí třetího pražského vikariátu.

## Historie

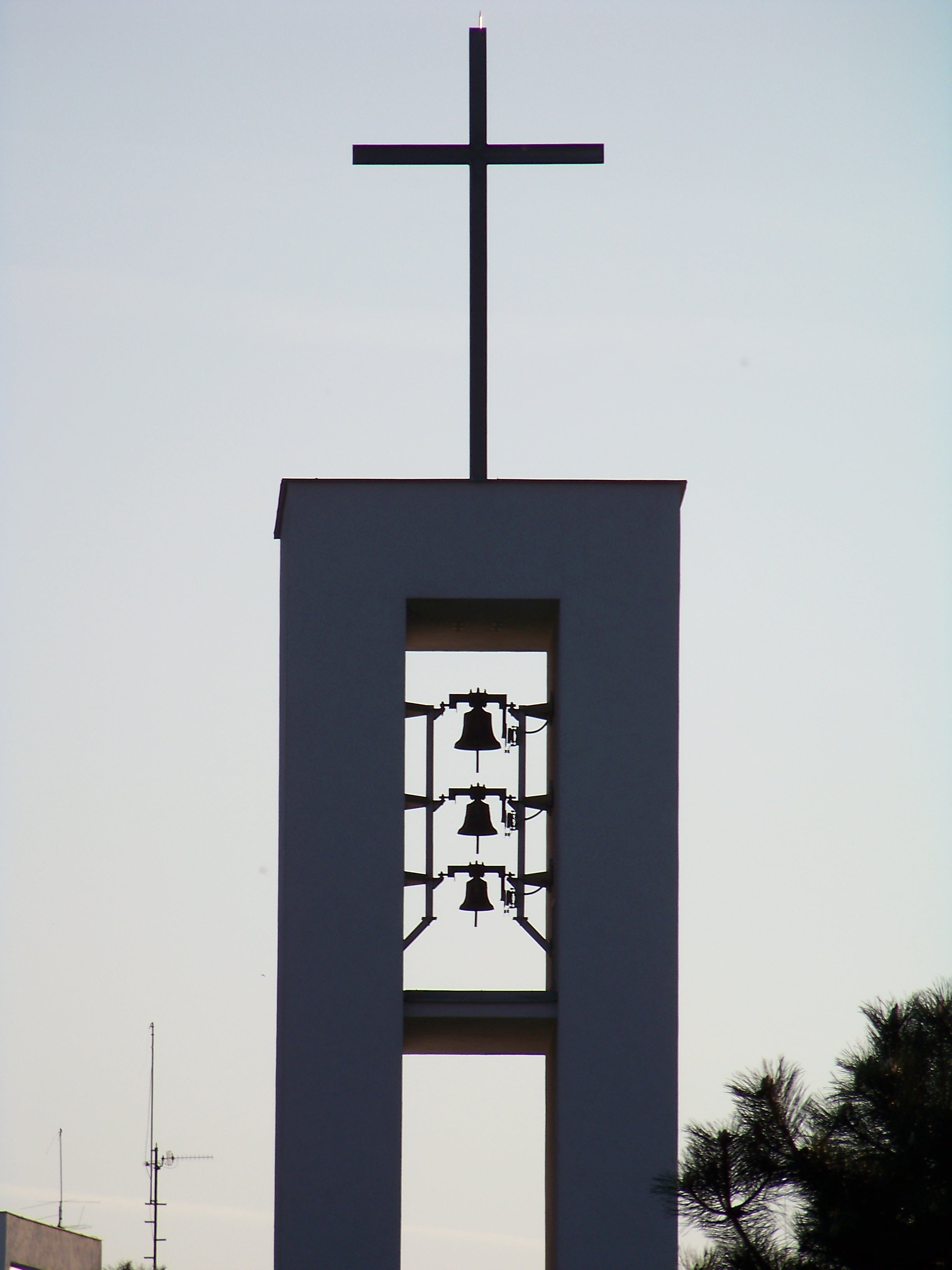
Zvonice před kostelem

O potřebě výstavby nového kostela pro Jižní Město se hovořilo už desítky let. Kostel svatého Františka z Assisi byl postaven v roce 1938, kdy obec Chodov měla 3000 obyvatel, zatímco Jižní Město jich má asi 88 tisíc. Nedělní bohoslužby v kostele sv. Františka navštěvovalo celkem kolem 650 věřících, avšak kapacita kostela byla jen asi 100 lidí. Roku 1988 byl chodovský kostel povýšen na farní.
Po roce 1990, kdy absenci vhodného shromažďovacího prostoru na Jižním Městě pociťovaly i jiné křesťanské církve, vznikl Spolek pro výstavbu ekumenického centra. Tento spolek rozvíjel mezicírkevní osobní kontakty, pořádal zpočátku ve školních jídelnách společné ekumenické bohoslužby a dal si za cíl postavení areálu se sálem asi pro 500 osob, který by sloužil k bohoslužbám i společenským akcím. V koncepční diskusi o územním plánu tento záměr uspěl a do územního plánu hlavního města Prahy, schváleného v září 1999 a účinného od ledna 2000, bylo ekumenické centrum zaneseno v místech, kde dnes stojí KCMT. Mezitím byla provedena dostavba kostela sv. Františka na Chodově, byla postavena nová fara, a k bohoslužbám pro větší počet lidí byl na prostranství u chodovského kostela postaven původně vojenský stan. Po odstranění stanu si farnost pronajala od městské části objekt bývalé mateřské školy, kde vznikla kaple pro asi 100 osob a Křesťanské centrum pro další aktivity farnosti. Byl navržen i projekt rozšíření kostelíka, avšak byl zamítnut, protože z urbanistických i technických důvodů nevyhovoval a ani kapacita takto rozšířeného kostela by nebyla dostatečná.
Výstavba plánovaného ekumenického centra se zdržela spory o pozemky a finančními nároky restituentů. V této době církve ustoupily od záměru budovat centrum jako ekumenické, jednotlivé církve si začaly hledat či připravovat vlastní prostory a původní záměr ekumenického centra tak zůstal pouze na bedrech římskokatolické farnosti. Českobratrská církev evangelická si vybudovala vlastní obdobné centrum (Sborový dům Milíče z Kroměříže, otevřen roku 2006) poblíž Chodovské tvrze. Pozemek v Centrálním parku byl nakonec odkoupen na náklady arcibiskupství, které výstavbu tohoto centra zařadilo mezi své priority.
V průběhu roku 2001 bylo postupně odmítnuto několik návrhů stavebního řešení centra. Poté tým pod vedením faráře Václava Chrousta s účastí zástupců farnosti, arcibiskupství i městské části zpracoval zadání projektu výstavby a zpracoval projekt financování výstavby. V lednu 2002 bylo na základě zadání poptáno 10 architektů a architektonických ateliérů k paralelnímu zpracování architektonických studií. V květnu 2002 bylo všech 10 návrhů včetně vybraného vítězného prezentováno ve farním sále, městská část s výsledky soutěže seznámila občany rovněž ve stanu u stanice metra Háje. Na jaře 2002 uspořádala farnost anketu k výběru názvu nového centra, v níž byl vybrán nynější název.
V červenci 2003 bylo vydáno územní rozhodnutí, v listopadu 2004 stavební povolení. 30. května 2005 byla spuštěna internetová doména centra, 31. května se ve farním sále na Chodově konala prezentace projektu za účasti asi 60 návštěvníků a čelních i technických představitelů farnosti i arcidiecéze. Správou chodovské farnosti byl (formálně od 1. července 2005, fakticky dříve) pověřen z řádu uvolněný dominikán Karel Metoděj Kočí a mezi jeho úkoly patřilo i dlouho připravované vybudování nového kostela; to, že se záměr podařilo splnit, označil později za zázrak. Smlouva farnosti s dodavatelem stavby, společností Metrostav, byla uzavřena 1. července 2005. Nad stavbou převzal záštitu primátor Pavel Bém. Základní kámen centra položil arcibiskup Miloslav Vlk 27. srpna 2005, v den 95. výročí narození Matky Terezy, výstavba fakticky začala o tři měsíce později. Samotné vybudování centra trvalo rok a půl.[zdroj?]
V původním rozsahu měly náklady na výstavbu činit 150 milionů Kč. Celkové náklady na výstavbu v redukované podobě činily 116 milionů korun, z toho podstatnou část hradilo Arcibiskupství pražské, 25 milionů sponzoři, 2 miliony chodovská farnost a 16 milionů zajistil arcibiskup Miloslav Vlk díky svým kontaktům. Dodavatelem stavby byla společnost Metrostav. Původní plán, podle nějž měla být výstavba z převážné části financována prostřednictvím italského státu, byl stažen, rovněž financování ze strukturálních fondů EU se ukázalo jako nereálné.
Sponzor Michal Horáček na projektu ocenil, že v povaze záměru nejsou žádné komerční, ani politické motivy.
Záměr výstavby centra vyvolal obavy a nepřízeň některých místních obyvatel, kteří nesouhlasili s omezením zeleně v Centrálním parku. Zástupci Bytového družstva Opatov protestovali při slavnosti pokládání základního kamene. Mezi výtky patřilo i to, že obyvatelé nebyli o výstavbě včas a dostatečně informováni; správce farnosti však namítl, že záměr byl zveřejněn jak stavebním úřadem na úřední desce, tak v radničním časopise Prahy 11, kde byla roku 2003 zveřejněna i vizualizace. Kdosi navrhoval zrušení stavebního povolení kvůli nadměrnému hluku, příliš častému zvonění atd., diskusi se správcem farnosti o těchto obavách údajně odpůrci stavby odmítli s tím, že prý hodlají stavbu zastavit. Protesty vyvolalo například řádně povolené pokácení stromů v místě vjezdu na staveniště v září 2005. Kvůli špatné komunikaci s veřejností tak farnost přišla o některé sponzory a prozatím zredukovala projekt o původně plánovanou cukrárnu, kavárnu a byty v patře.

## Popis
Stavbu navrhla architektka Vítězslava Rothbauerová. Kruhový tvar, který se opakuje v půdoryse budovy, je zde podle ní symbolem jednoty lidského společenství, komunikace mezi lidmi a místa setkávání, obecně je odedávna symbolem jednoty, rovnoměrnosti a stejnosti vzhledu.

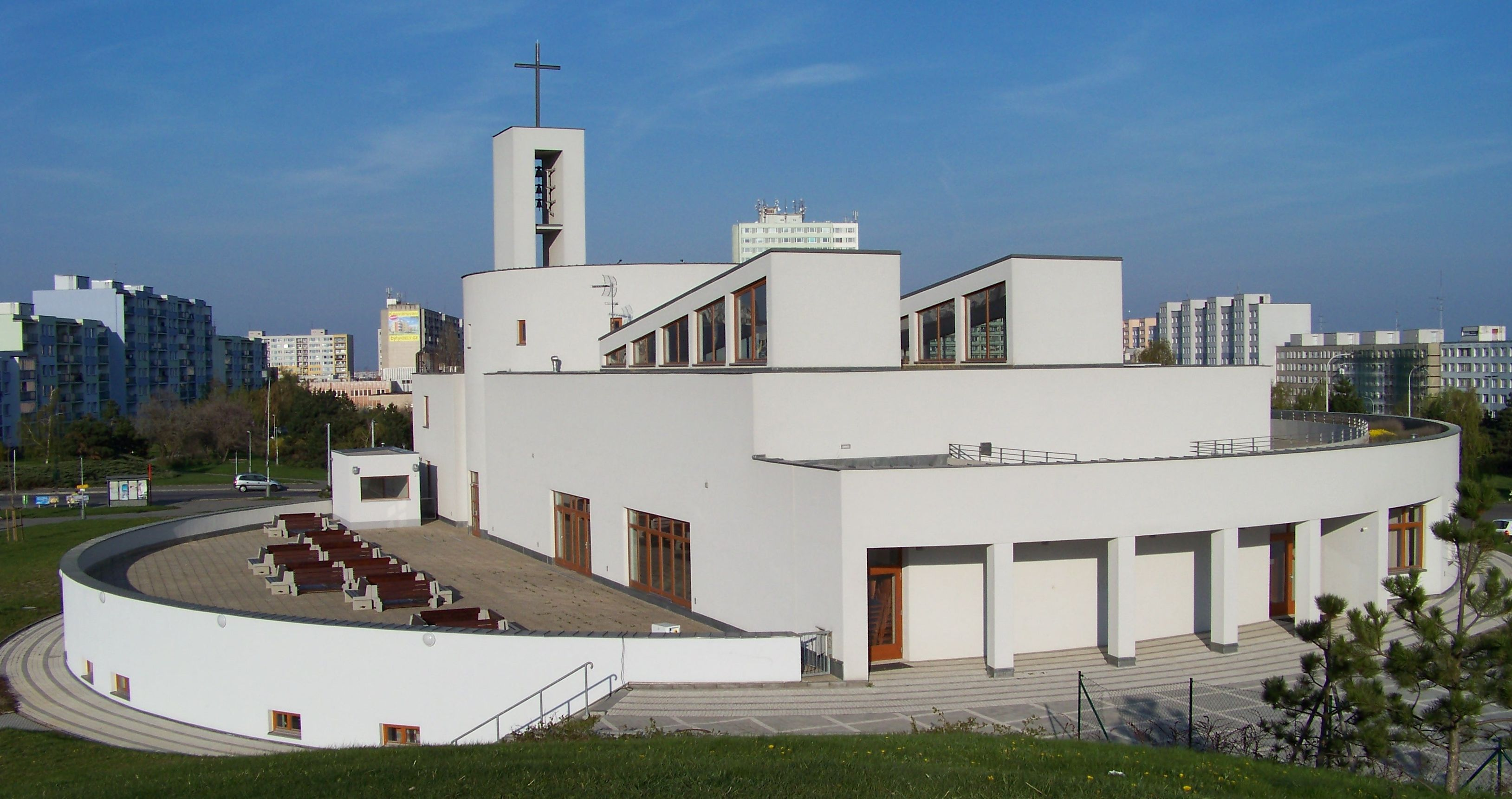
Komunitní centrum Matky Terezy, pohled směrem z Centrálního parku

Hlavní vnitřní prostor tvoří kaple pro 70 lidí a velký sál; tyto dvě části jsou oddělené posuvnými stěnami a celková kapacita je 400 osob. Pro bohoslužby se používá spojený prostor, pro výstavy, přednášky a koncerty pouze sál bez kaple. Dále jsou součástí centra kanceláře, klubovny a podzemní garáž.
Velkou část výzdoby centra včetně moderní křížové cesty vytvořil či navrhl akademický malíř Pavel Šlégl, kříž v kapli vytvořil akademický sochař Stanislav Hanzík.
Vybavení presbytáře - oltář, ambon, svatostánek, sedes, abak, věčné světlo, paškálový svícen zhotovil akademický sochař Daniel Ignác Trubač. Jednotlivé předměty jsou vyrobeny z bílého mramoru, bronzu, dřeva a skla.[zdroj?]

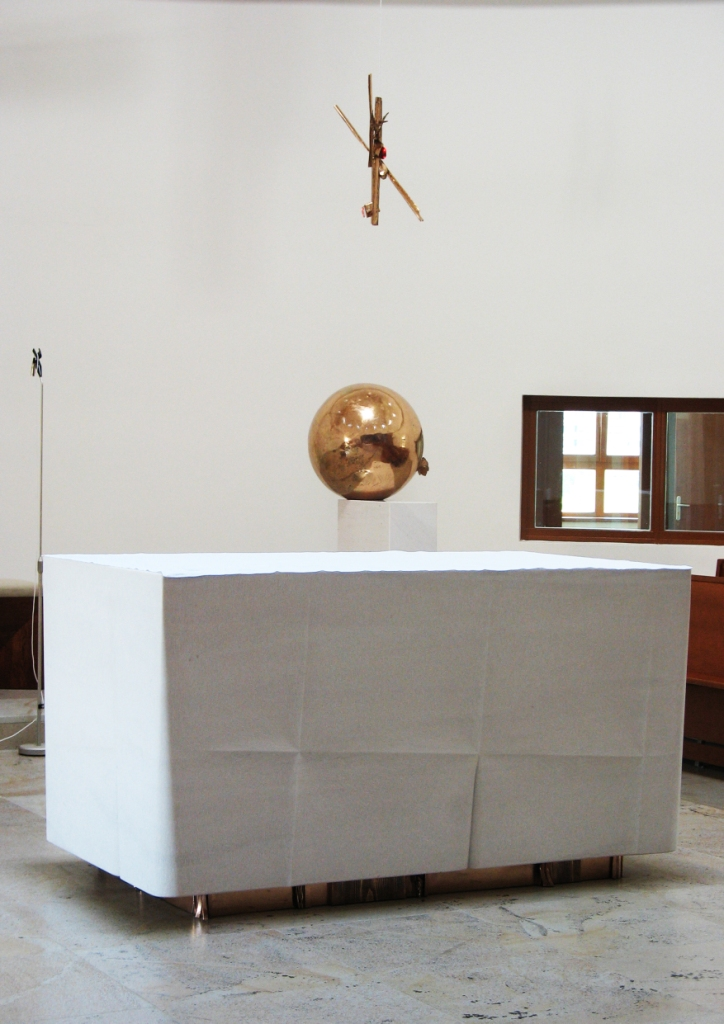
Oltář z bílého mramoru, bronzový svatostnánek a věčné světlo v Komunitním cetru Matky Terezy
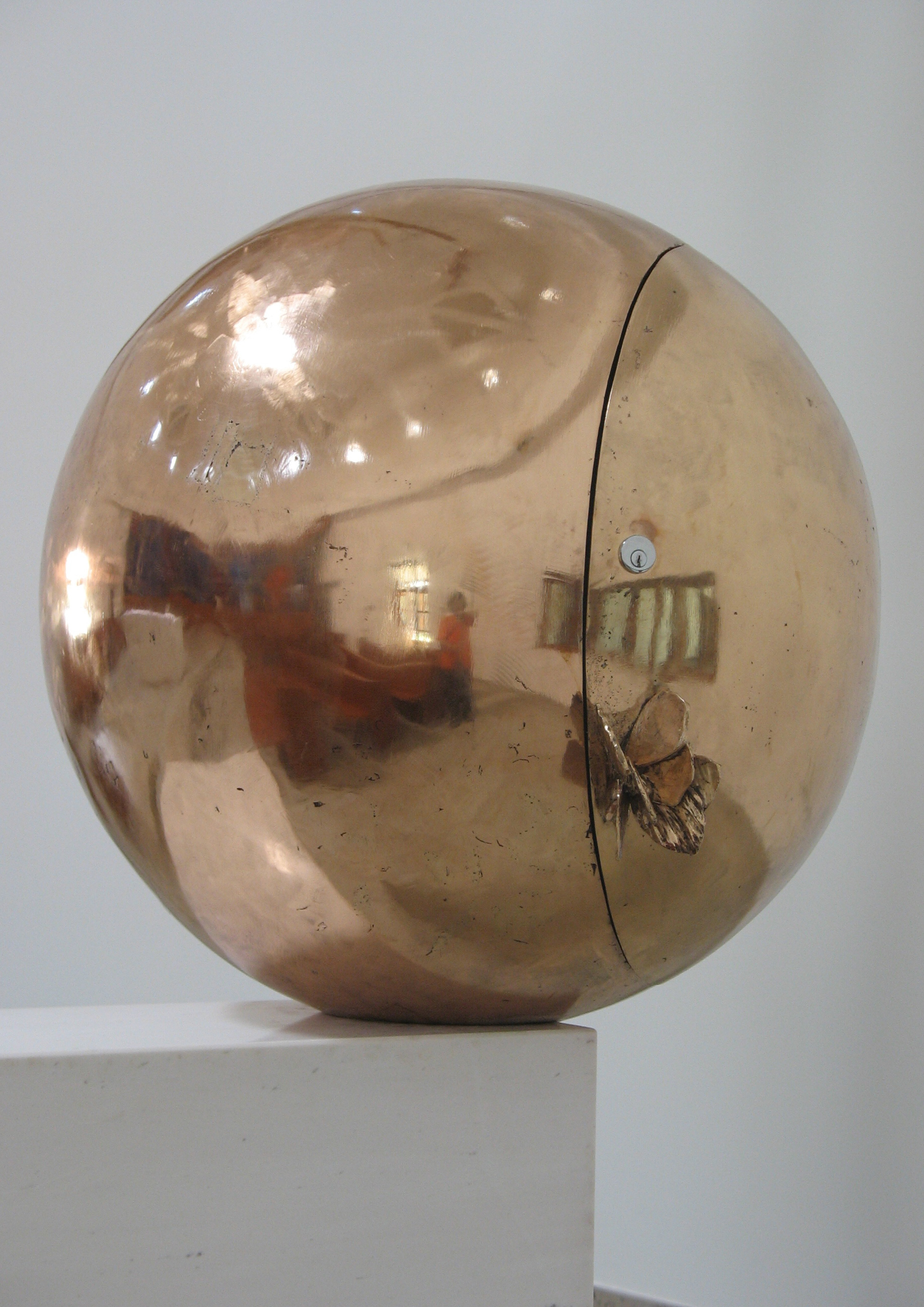
Svatostánek
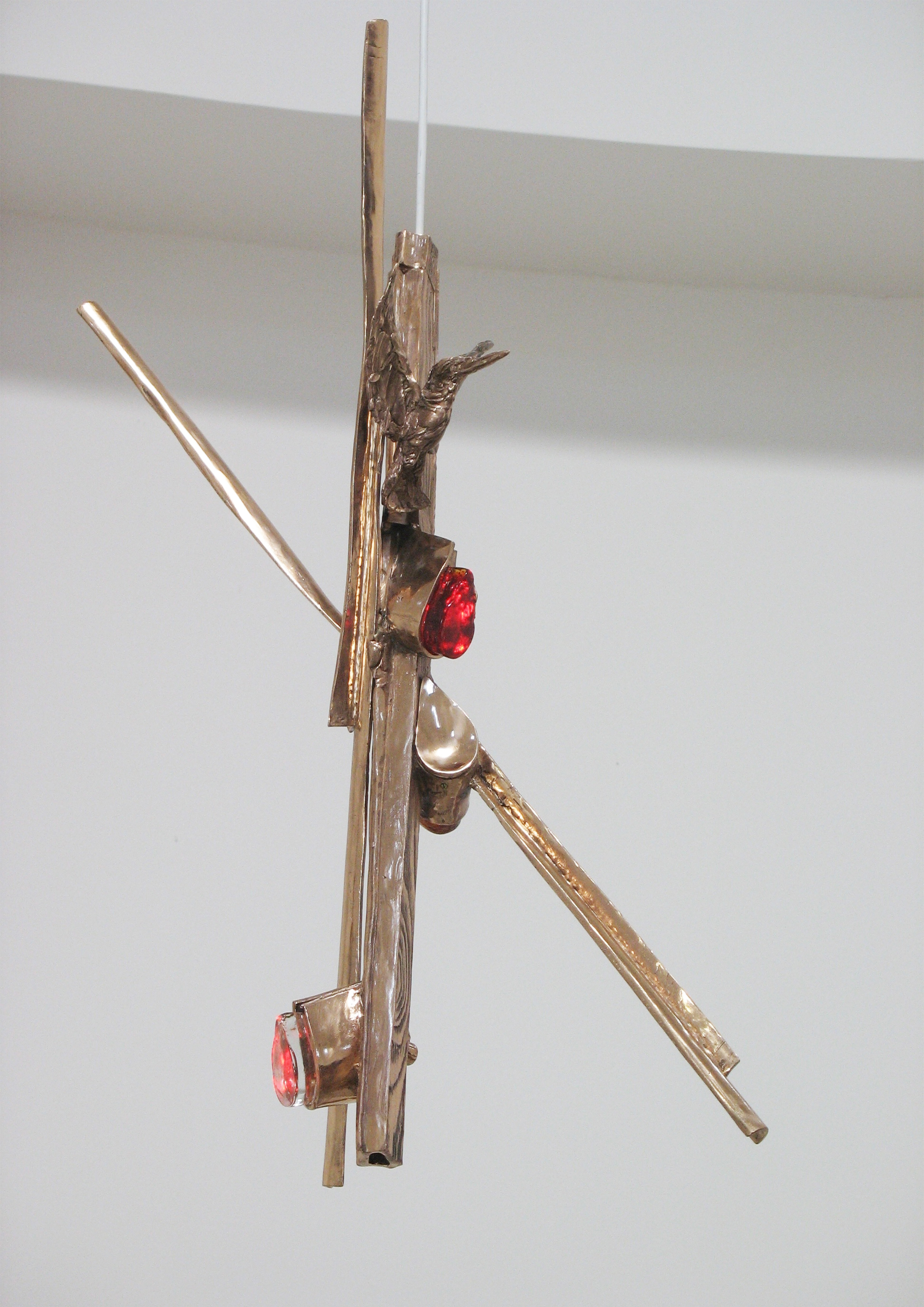
Věčné světlo

Na předsunuté zvonici jsou zavěšeny tři zvony: Jan Křtitel, Svatý Václav a Matka Tereza. Reliéfní výzdobu zvonů vytvořil akademický sochař Daniel Ignác Trubač z Polešovic.[zdroj?]

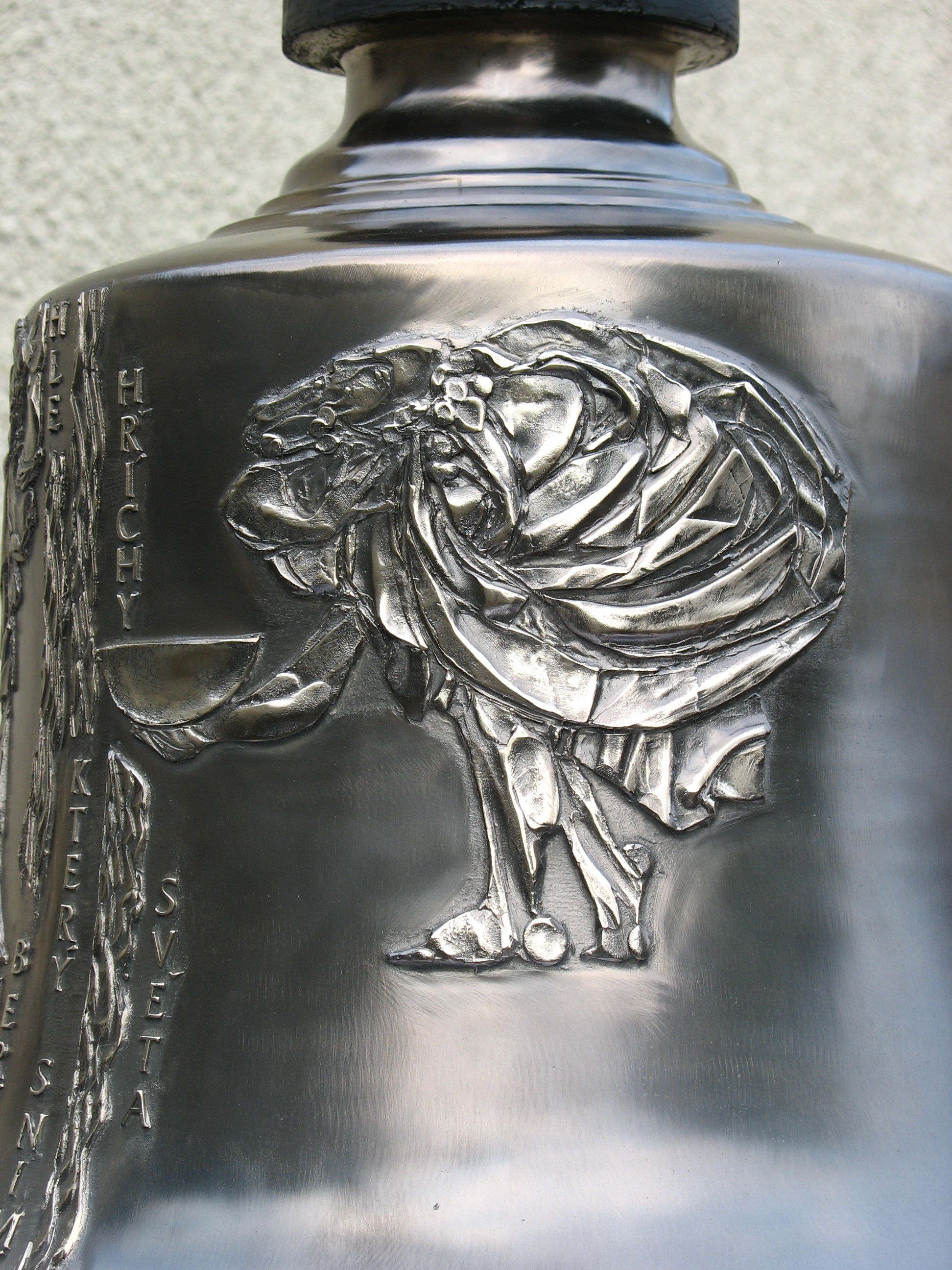
Detail reliéfu na zvonu Jana Křtitele
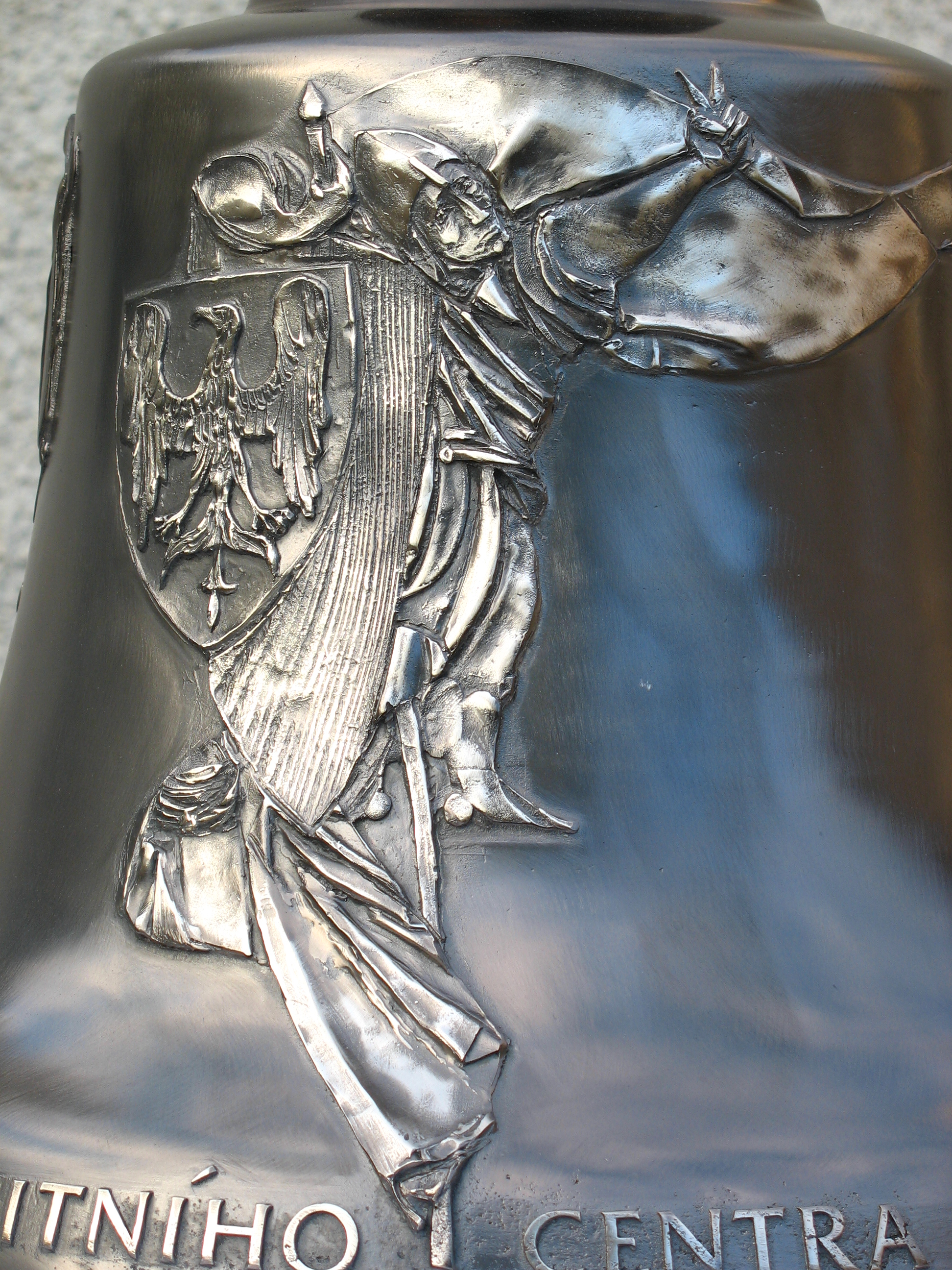
Detail reliéfu na zvonu Svatého Václava
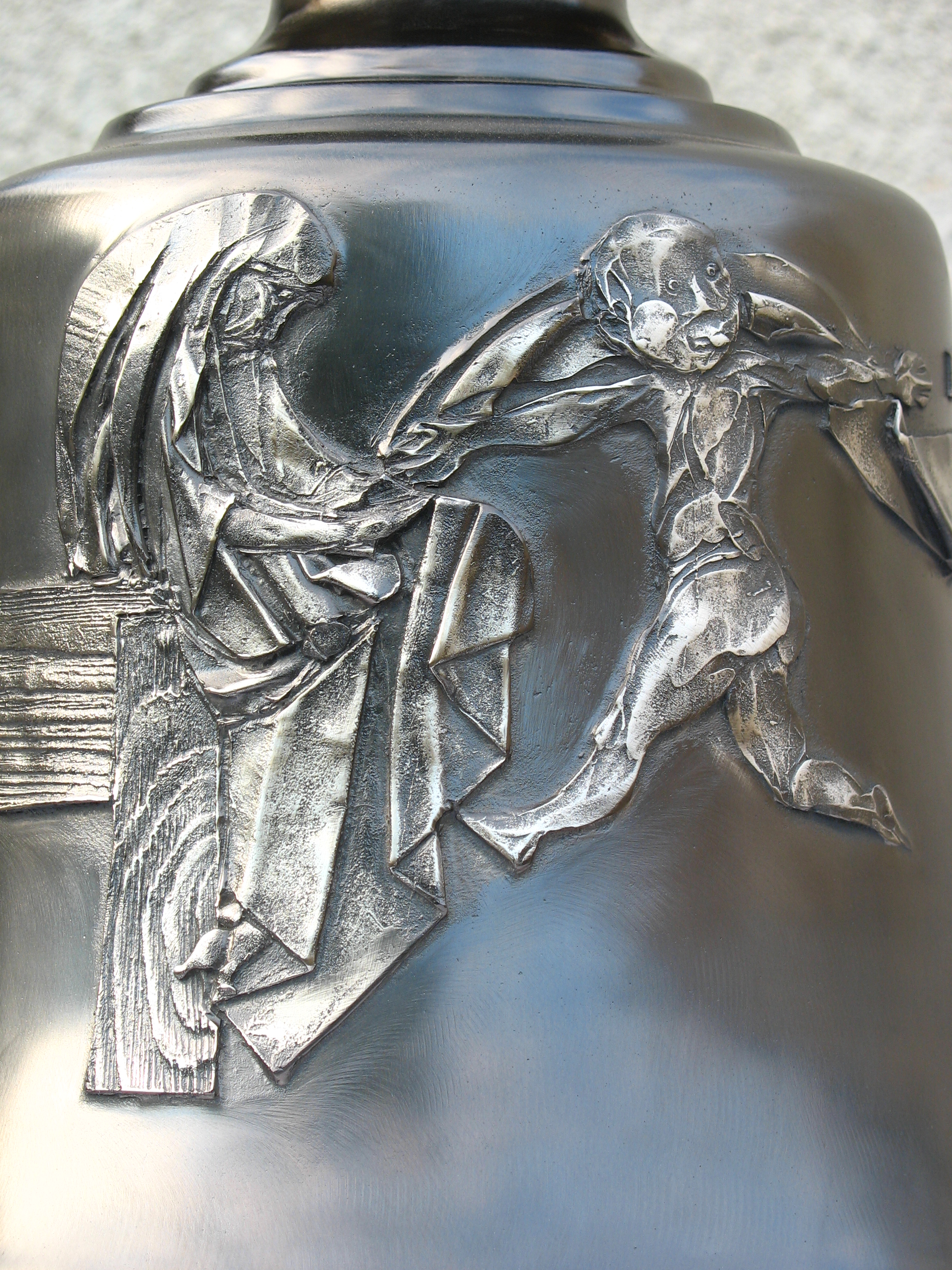
Detail reliéfu na zvonu Matky Terezy

Pocházejí z dílny Tomáškova Dytrychová z Brodku u Přerova, požehnal je 17. prosince 2006 pomocný biskup Karel Herbst a poprvé se rozezněly na Boží hod vánoční v roce 2006.

## Program a činnost
Prostory chtěla chodovská farnost využívat k pořádání společenských a kulturních akcí. Farnost zde již od prvních dnů provozu pořádala různé koncerty, výstavy, divadelní představení, přednášky. Podle zkušeností s obdobnými již fungujícími centry biskupství předpokládalo, že zde bude zájem o mateřské centrum, kluby pro využití volného času mládeže, případně nízkoprahový klub nebo setkávání seniorů, a oznámilo, že centrum bude otevřeno i neziskovým organizacím a jejich aktivitám ve prospěch místních obyvatel. Od roku 2008 se v centru scházel pod vedením Zdeňka Fuchse dětský hudební sbor Bobci, který navázal na zaniklý dřívější sbor a zaměřuje se na kytarové dětské písničky křesťanského písničkáře a publicisty Boba Fliedra.
Arcibiskupství a farnost deklarovaly, že centrum má podporovat a zlepšit životní úroveň a posílit komunitní a občanský život na Jižním Městě a že bude otevřeno všem zájemcům a zaměřené tak, aby si v něm každý obyvatel Jižního Města našel „to své“. Přitom zmínily příklad Matky Terezy, která projevovala lásku k lidem a soucit s trpícími bez ohledu na to, jakého jsou postavení nebo náboženského vyznání.
Starosta Dalibor Mlejnský se při otevírání centra vyjádřil, že sál KCMT je největším sálem na území Prahy 11, a proto jej i městská část hodlala využívat pro koncerty místních souborů, výstavy i například k slavnostnímu předávání čestných občanství Prahy 11 u příležitosti Dne české státnosti a případně sem přesunout některé akce, které se dosud konaly v Kulturním centru Opatov.
V roce 2013 se v centru konají 4 mše svaté v pravidelném týdnu, z toho 2 v neděli.
V sídle farnosti na chodovské faře sídlí farář P. ThLic. Michael Špilar a farní vikář P. František Čech.
V roce 2018 byla z komunitního centra přenášena Českou televizí půlnoční vánoční mše svatá. Během pandemie koronaviru v roce 2020 byly z KCMT přenášeny Českou televizí nejen katolické bohoslužby; katolické mše sloužili místní kněží P. Špilar a P. Čech, do farnosti zavítal i pomocný pražský biskup Zdenek Wasserbauer, na kytaru mše doprovázel písničkář Pavel Helan.